# Mauritz Svedberg

Mauritz Svedberg.

Carl Wilhelm Mauritz Svedberg, född 20 oktober 1852 i Stockholm, död 17 februari 1913 i Helsingfors, var en svensk skådespelare. 
Svedberg var anställd vid det av Johan Fröberg grundade teatersällskapet 1869–1871, vid Svenska Teatern i Helsingfors 1871–1882, vid Nya Teatern i Stockholm 1882–1890 och åter vid Svenska Teatern i Helsingfors från 1891 till sin död. Han utförde där fler än 600 roller och ansågs som denna scens stödjepelare. På senare år verkade han även som regissör. 
Svedberg var en mångsidig karaktärsskådespelare, men utmärkte sig främst i komedin. Bland hans roller märks Don Cesar de Bazano, Jacques i Från Amerika, Den svenska sprätthöken, Lycko-Per, Advokaten Knifving och Gaspard i Debutanten och hennes far.